# Jimeno Aznárez
Jimeno Aznárez fue un noble del reino de Pamplona que durante la segunda mitad del siglo XII ocupó diversas tenencias como Oteiza o Tafalla y dio origen al linaje de Oteiza.

## Biografía
Fue hijo de un Aznar Fortuñones documentado en las cortes de Sancho III el Mayor y su primogénito García Sánchez. Este había casado con Sancha, señora de Áriz, y ostentado cargos como la tenencia de Huarte en el corazón del reino. Jimeno Aznárez heredó así un rico patrimonio que abarcaba localidades como Añézcar, Garciriáin, Marcaláin, Áriz, Garrués, Osabide y Zulueta. Jimeno tuvo al menos un hermano llamado Raimundo y una hermana llamada Sancha.
La tenencia original de Jimeno fue Oteiza, que desde esa generación fue usada como apelativo para la familia. Incluía también la propiedad del monasterio de San Juan de Oteiza, del que no solo dependían las iglesias de la zona si no también la decania de Ibizbilce. Por su matrimonio con Sancha Sánchez, la familia amplió sus posesiones a localidades como Enériz. 
Con el reinado de Sancho IV de Pamplona, Jimeno extendió sus dominios con la estratégica tenencia de Tafalla (1055-1076). Esta era una de las plazas claves frente a los musulmanes en la frontera sur del reino y una zona de expansión demográfica dada la saturación de los valles pirenaicos que eran el núcleo histórico del reino de Pamplona. Como uno de los grandes señores del reino consta entre los confirmantes de documentos reales como el tratado del rey Sancho con su tío, Ramiro I de Aragón. Ocasionalmente se le menciona también a cargo de otras localidades del sur del reino como Ibero (1068), Peralta (1072) o Visieza (1072-1075). Su gobierno en Tafalla cesó con el asesinato del rey Sancho en Peñalén en 1076, siendo reemplazado en la localidad en favor de Sancho Sánchez de Erro.
Desde 1083 constan disputas de su madre, mujer e hijos con el monasterio de Leire, al que Jimeno Aznárez había dejado numerosas propiedades, siendo probable que hubiera fallecido alrededor de esa fecha.

## Descendencia
Constan varios hijos:
- Aznar Jiménez de Oteiza, también llamado Ezquerra, que le sucedió en la tenencia de Oteiza y recibió bajo Sancho Ramírez de Aragón el gobierno de Aoiz y Navascués
- Sancho Jiménez, cuya descendencia logró recuperar de manos del monasterio de Leire la posesión de Áriz y Enériz
- Áurea Jiménez, mujer de Íñigo Vela, tenente de Hernani, Echauri, Baztán y Borunda
- Andregoto Jiménez, mencionada en donaciones del cartulario de la catedral de Pamplona.[5]
- Toda Jiménez, mencionada en donaciones del cartulario de la catedral de Pamplona.[5]
- Sancha Jiménez, mencionada en donaciones del cartulario de la catedral de Pamplona.[5]